# José Luis Bello y Zetina
José Luis Bello y Zetina (Puebla, 27 de abril de 1889 - Ib., 17 de septiembre de 1968) fue un filántropo y coleccionista de arte mexicano. Último descendiente de una distinguida familia veracruzana establecida en Puebla, como hijo único y heredero, sin hijos y viudo, buscó su realización en la filantropía legando su colección de objetos de arte así como el edificio que la alberga y hoy constituyen el núcleo del museo que lleva su nombre en la misma ciudad de Puebla.

## Inicios
Se aficionó al coleccionismo gracias a su abuelo José Luis Bello y González de quien heredó a través de su padre Rodolfo una parte de su colección la cual enriqueció a lo largo de su vida. Otra parte de la herencia de don José Luis la recibió su hijo Mariano Bello y Acedo quien al igual que su sobrino José Luis dejarían sus colecciones y bienes inmuebles para beneplácito de la sociedad poblana. Hizo sus primeros estudios en el Colegio particular de José María Calderon y de Abel Zalazar para después pasar al colegio católico del Sagrado Corazón y después al Colegio del Estado, actualmente la UAP. Trabajó primero en la fábrica de cigarros «El Pabellón Mexicano» de la que fue dueño su tío Mariano Bello que fue artista y benefactor. En 1911 se asoció con el señor Francisco Conde Urdaneta para explotar comercialmente el negocio de las comisiones en el que labró su fortuna con la que habría de acrecentar su colección de arte.

## Obras benéficas
En 1914 se casó con la señorita Julia de Haro que habría de colaborar posteriormente en las obras de beneficencia de su esposo. De 1931 a 1939 fungió como presidente de la Beneficencia Pública en donde destacó por su labor. Creó con la ayuda de la Lotería Nacional la Casa del Anciano junto al templo del Hospitalito, fundó la casa de cuna «Palafox y Mendoza», desde 1953 presidió el patronato de la casa de Maternidad, hoy Fundación Luis Haro y Tamariz. Escribió y publicó en colaboración el libro «La pintura en Puebla», asimismo fue miembro de la Sociedad de Geografía y Estadística, presidente de la Cámara de Propietarios y de la Junta de Catastro del Estado y por sus merecimientos fue nombrado miembro de la Sociedad de Pediatría de Puebla, fue miembro fundador y vicepresidente del grupo literario «La Bohemia Poblana» y miembro fundador del Centro de Estudios Históricos de Puebla A. C.

## Legado a la Ciudad de Puebla
Sin embargo, el legado por el que hoy es recordado en su ciudad natal se materializa en el acervo de obras de arte de las que como perito en la materia supo seleccionar.
Entre las piezas más importantes del museo destacan algunas obras de pinturas de Miguel Cabrera, Francisco Morales Van den Eyden, Agustín Arrieta y pinturas de las escuelas flamenca, francesa, italiana, holandesa, alemana y mexicana.  
Al donar su galería pictórica y museo constituyó, para su conservación, un patronato formado por los señores Basilio Sánchez, Miguel Quijano, José Azomoza, Enrique Pérez Benítez y Rafael Abascal. Abrió sus puertas el 16 de abril de 1972.